# 채무자
채무자(債務者, 영어: debtor, debitor)는 다른사람에게 일정한 행위를 할 의무를 지닌 자, 즉 채무를 가진 자를 말한다. 반의어는 채권자이다.
일반적으로는 돈을 빌린 사람을 지칭하는 경우가 많다.

## 같이 보기
- 채권자